# Rascló collrogenc
El rascló collrogenc (Aramides axillaris) és una espècie d'ocell de la família dels ràl·lids (Rallidae) que habita els manglars i sotabosc proper a la costa de la zona Neotropical, a la costa occidental de Mèxic, Península de Yucatán, Amèrica Central, nord de Veneçuela i zona limítrofa de Colòmbia, Guaiana i l'Equador.